# Gatis Smukulis
Gatis Smukulis, né le 15 avril 1987 à Valka, est un coureur cycliste letton. Professionnel de 2009 à 2018, il a remporté six championnats de Lettonie du contre-la-montre consécutifs, de 2011 à 2016.

## Biographie

### Jeunesse et carrière amateur

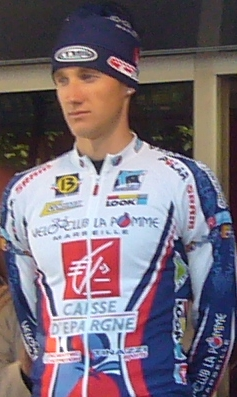
Gatis Smukulis en 2008.

Gatis Smukulis commence le cyclisme lorsqu'il reçoit un vélo à l'âge de dix ans. 
Champion de Lettonie du contre-la-montre en catégorie cadet en 2003, puis junior en 2004, il s'illustre en 2005 avec 37 victoires, dont le Trofeo Karlsberg, manche de la Coupe du monde UCI Juniors, ainsi que le Giro di Basilicata, le Tour d'Istrie et le Tour de la région de Łódź.
Entraîné par Arvis Piziks, il arrive en France l'année suivante, dans l'équipe Lotus-MBK-UC Sud Luberon. Il remporte la première étape du Tour du Gévaudan, et les titres de champion de Lettonie espoirs sur route et du contre-la-montre. En 2007, il rejoint le Vélo-Club La Pomme Marseille. Il aide ce club à remporter la coupe de France des clubs, notamment en gagnant l'un de ses manches, Chambord-Vailly. Avec l'équipe de Lettonie, il gagne le Grand Prix Guillaume Tell, course de la Coupe des Nations U23. Il termine cette saison à la première place du classement FFC. En 2008, il réalise un nouveau doublé aux championnats de Lettonie espoirs, et remporte le Tour des Flandres espoirs (Coupe des Nations U23), les Boucles du Sud Ardèche, Bordeaux-Saintes, le Tour du Canton de Saint-Ciers et une étape de la Ronde de l'Isard d'Ariège. Il participe aux Jeux olympiques de Pékin, où il représente la Lettonie lors de la course en ligne, avec Raivis Belohvoščiks, et en prend la 67e place après avoir pris part à l'échappée de 26 coureurs en début de course.

### Début de carrière professionnelle

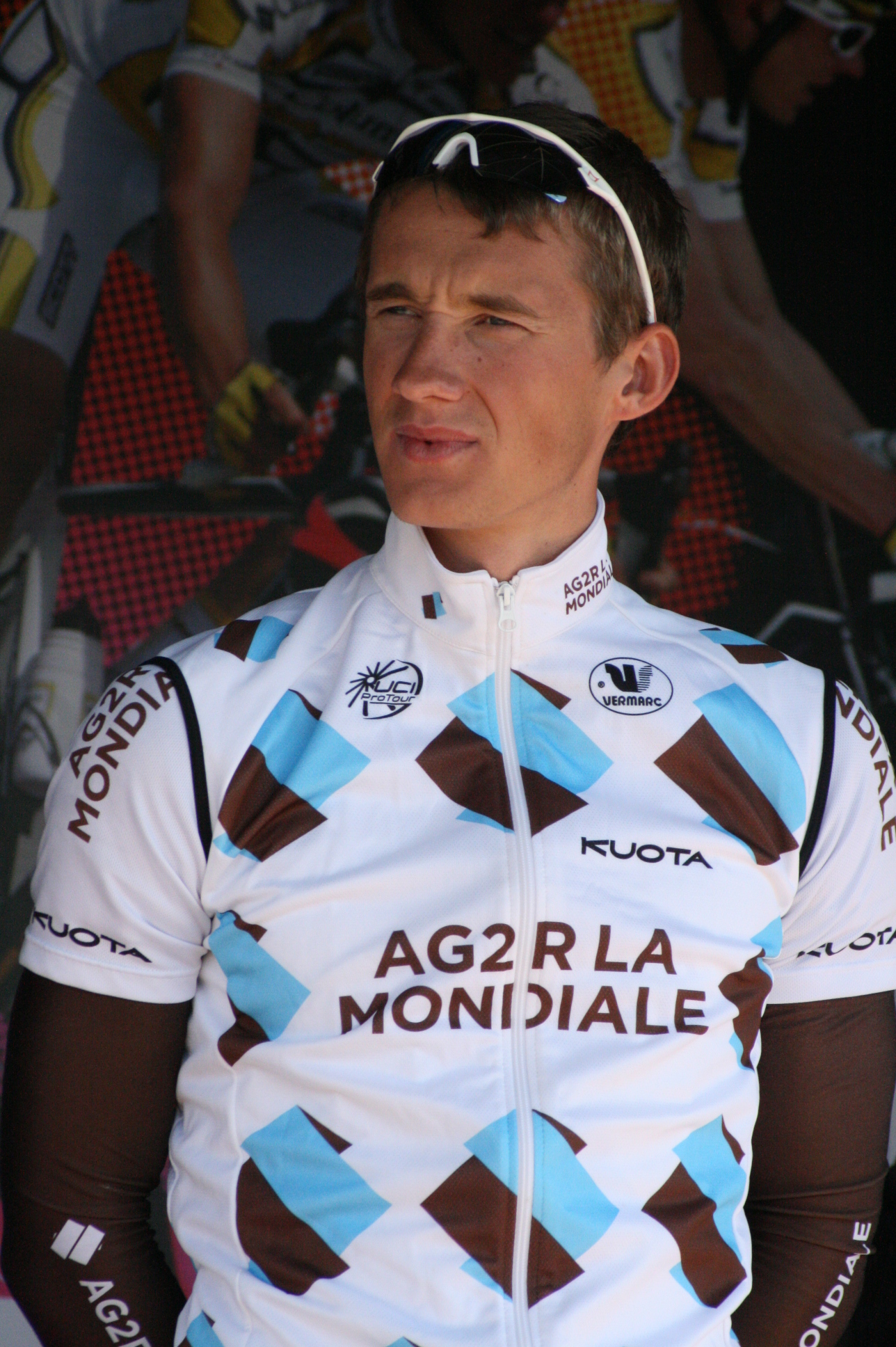
Gatis Smukulis lors des Quatre Jours de Dunkerque 2010.

Gatis Smukulis devient professionnel dans l'équipe française AG2R La Mondiale en 2009.
En 2011, il rejoint l'équipe américaine HTC-Highroad. En mars, il gagne la première étape du Tour de Catalogne et occupe pendant deux jours la première place du classement général de cette course. Trois mois plus tard, il obtient son premier titre de champion de Lettonie du contre-la-montre élite.

### Chez Katusha de 2012 à 2015
À l'issue de cette saison, HTC-Highroad disparaît. Gatis Smukulis est engagé pour la saison 2012 par l'équipe russe Katusha. Après avoir débuté dans cette formation au Tour Down Under en Australie, il dispute le Tour du Qatar, où une chute lui cause une fracture du scaphoïde,. Il dispute durant cette saison ses deux premiers grands tours, les Tours d'Italie et d'Espagne, aux côtés du leader de l'équipe Joaquim Rodríguez. Une semaine après l'arrivée de la Vuelta, il participe pour la première fois aux épreuves élite des championnats du monde sur route. Il prend avec ses coéquipiers la septième place du nouveau championnats du monde du contre-la-montre par équipes de marque, puis représente la Lettonie au contre-la-montre (43e) et à la course en ligne (51e).
En 2013, il participe pour la première fois au Tour de France, où il est chargé d'épauler Rodríguez dans la plaine.
En 2015, il chute lors de Paris-Roubaix et se fracture le coude. En juin, il représente la Lettonie aux Jeux européens. Il s'y classe septième du contre-la-montre et quinzième de la course en ligne. Il obtient quelques jours plus tard son cinquième titre consécutif de champion de Lettonie du contre-la-montre. Durant l'été, il gagne le contre-la-montre par équipes du Tour d'Autriche avec Katusha. Au Tour de Pologne, il est échappé avec les Polonais Maciej Bodnar et Kamil Zielinski lors de la quatrième place, et s'incline au sprint face à ces deux coureurs. Il dispute ensuite le Tour d'Espagne, puis les trois épreuves masculines des championnats du monde sur route.

### Chez Astana en 2016
Fin 2015, il signe un contrat pour une saison avec l'équipe Astana,.

### Chez Delko-Marseille Provence-KTM en 2017
Au mois d'octobre 2016, il signe un contrat avec l'équipe continentale professionnelle française Delko-Marseille Provence-KTM.

## Palmarès et classements mondiaux

### Palmarès amateur
| - 2003 - Champion de Lettonie du contre-la-montre cadets - 2004 - Champion de Lettonie du contre-la-montre juniors - 2005 - Classement général du Trofeo Karlsberg - Giro di Basilicata : - Classement Général - 1re étape - Tour d'Istrie : - Classement général - 2e étape - Classement général du Tour de la région de Łódź - 2e du championnat de Lettonie sur route - 2006 - Champion de Lettonie sur route espoirs - Champion de Lettonie du contre-la-montre espoirs - 1re étape du Tour du Gévaudan - 2e du Grand Prix Rustines - 2007 - Chambord-Vailly - Grand Prix Mathias Nomblot - Riga Grand Prix - Classement général du Grand Prix Guillaume Tell, - Cinturó de l'Empordà : - Classement général - 2ea étape (contre-la-montre par équipes) - Grand Prix des Cévennes - Grand Prix de Villeneuve-lès-Avignon - Grand Prix de Carqueiranne - 2e du championnat de Lettonie du contre-la-montre espoirs - 9e du championnat d'Europe du contre-la-montre espoirs | - 2008 - Champion de Lettonie sur route espoirs - Champion de Lettonie du contre-la-montre espoirs - Boucles du Sud Ardèche - Tour des Flandres espoirs - Bordeaux-Saintes - Classement général du Tour du Canton de Saint-Ciers - 1re étape de la Ronde de l'Isard d'Ariège - 2e des Boucles du Sauveterre - 3e de la Ronde de l'Isard d'Ariège - 9e du championnat d'Europe du contre-la-montre espoirs |  |

### Palmarès professionnel
| - 2009 - 3e du championnat de Lettonie du contre-la-montre - 2010 - 2e du championnat de Lettonie sur route - 3e du championnat de Lettonie du contre-la-montre - 2011 - Champion de Lettonie du contre-la-montre - 1re étape du Tour de Catalogne - 2012 - Champion de Lettonie du contre-la-montre - 2013 - Champion de Lettonie du contre-la-montre - 2e du championnat de Lettonie sur route | - 2014 - Champion de Lettonie du contre-la-montre - 3e du championnat de Lettonie sur route - 2015 - Champion de Lettonie du contre-la-montre - 1re étape du Tour d'Autriche (contre-la-montre par équipes) - 7e du contre-la-montre des Jeux européens - 2016 - Champion de Lettonie sur route - Champion de Lettonie du contre-la-montre - 2018 - 2e du championnat de Lettonie du contre-la-montre |  |

### Résultats sur les grands tours

#### Tour de France
2 participations
- 2013 : 119e
- 2014 : 100e

#### Tour d'Italie
1 participation
- 2012 : 84e

#### Tour d'Espagne
3 participations
- 2012 : 117e
- 2015 : 146e
- 2016 : 83e

### Classements mondiaux
| Année                  | 2006 | 2007 | 2008 | 2009 | 2010 | 2011 | 2012 | 2013 | 2014 | 2015 |
| ---------------------- | ---- | ---- | ---- | ---- | ---- | ---- | ---- | ---- | ---- | ---- |
| Calendrier mondial UCI |      |      |      | nc   | nc   |      |      |      |      |      |
| UCI World Tour         |      |      |      |      |      | 166e | nc   | nc   | nc   | 189e |
| UCI Europe Tour        | 312e | 147e | 150e |      |      |      |      |      |      |      |

## Distinctions
- Cycliste letton de l'année : 2016